# François Paul de Solages
 (septembre 2011).
Si vous disposez d'ouvrages ou d'articles de référence ou si vous connaissez des sites web de qualité traitant du thème abordé ici, merci de compléter l'article en donnant les références utiles à sa vérifiabilité et en les liant à la section « Notes et références ».
Pour les autres membres de la famille, voir Famille de Solages.
François Paul de Solages, marquis de Carmaux, mort en 1741, est un militaire et industriel verrier français. Issu d'une ancienne famille du Rouergue, il est le créateur, avec son fils Gabriel de Solages, de la première verrerie à charbon du Sud-Ouest à Carmaux, dans le Tarn, qui deviendra ensuite la Verrerie royale à Sainte-Clotilde puis la Verrerie ouvrière d'Albi, lorsqu'elle sera reprise par les ouvriers en Société coopérative de production.
La famille devient carmausine le 23 septembre 1724, à la suite du mariage de François Paul de Solages avec Marie de Ciron, héritière de Carmaux.

## Biographie
François-Paul de Solages est le fils de Paul de Solages de Robal et de Geneviève-Catherine du Monstier, fille de Nicolas Dumonstier (1612-1667).
Il suit la carrière des armes et n'a que seize ans lorsqu'il prend un étendard sur les ennemis à la bataille de Fleurus. Blessé dans cette action, il a un cheval tué sous lui et est promu lieutenant de cavalerie dans le régiment de Narbonne. Il se distingue à plusieurs autres occasions, dont au siège de Barcelone.
En 1698, il épouse en premières noces Marie-Anne de Mostuéjouls, fille de baron François de Mostuéjouls et de Marie-Madeleine de Lévezou de Vesins, et veuve du vicomte Jacques de Bonald de La Rode. Veuf à son tour, il épouse en 1700 Isabeau Catherine de Galatrave, puis de nouveau veuf en 1713, il épouse, en troisièmes noces, Marie de Ciron, dame de Carmaux, héritière de l'hôtel de Ciron, fille de Jacques-Philippe de Ciron, marquis de Carmaux et de Saint-Benoît, président à mortier au parlement de Toulouse, et de Jeanne de Toupignon. La terre de Carmaux entra  ainsi dans la famille de Solages.

### L'activité verrière et industrielle
Le département du Tarn jouissait, depuis le XVe siècle, d'une longue tradition verrière, à travers ses verreries de la forêt domaniale de la Grésigne et de la montagne Noire. La première était utilisée au maximum par les verriers, lorsque l'édit de 1669, après la visite de Colbert, aboutit à limiter l'utilisation du bois pour les verreries.
L'un de ses deux fils, Gabriel de Solages, désigné par la suite sous le nom de chevalier de Solages, a réussi à accroître l'importance de l'entreprise et contourner les difficultés de transport, en recourant au charbon de Carmaux et en consommant sur place la plus grande partie de ses produits : il fit construire une verrerie à bouteilles pour laquelle il sollicita une concession, accordée par arrêté du Conseil d’État du 2 mai 1752.
Pour la fabrication des bouteilles en verre noir, il fit appel à des verriers de la Grésigne et du Champenois, hautement qualifiés. La verrerie ira jusqu'à atteindre 800 ouvriers en 1882, qui constituent une corporation ouvrière privilégiée, bénéficiant de salaires élevés.
Un règlement paru en 1744 avait déjà mis un peu d'ordre dans les exploitations minières, soumises à une autorisation préalable fixant diverses mesures de sécurité. C'est en vertu de ce règlement que le 12 septembre 1752, quatre mois après le feu vert à la verrerie, le roi Louis XV accorda au chevalier de Solages, pour 20 ans, le monopole de l'exploitation du gisement de Carmaux, prolongé à différentes reprises.
Gabriel de Solages fait travailler des ouvriers des mines de Flandres guidés par des chefs d'ateliers, ainsi que par des charpentiers, des boiseurs et un directeur venus dans le bassin vers 1750. En 1782, il faisait valoir que les charbons, extraits à 324 mètres de profondeur, étaient d'une qualité supérieure aux meilleurs charbons d'Angleterre.
Le château de la famille fut construit en 1755 par Gabriel de Solages, fondateur des mines de Carmaux, et transformé en un imposant château par son arrière-petit-fils Achille, pendant la Restauration.

## Pour approfondir